# Philipp von Lützelburg
Philipp von Lützelburg, auch Luetzelburg, (* 16. Juli 1880 in Landsberg am Lech; † 1. Juli 1948 in Weilheim in Oberbayern) war ein deutscher Botaniker und Forschungsreisender, der für das Sammeln von Pflanzen im Amazonasbecken und Norden Brasiliens bekannt war. Sein offizielles botanisches Autorenkürzel lautet „Luetzelb.“

## Leben
Er hatte einen Freiherrntitel und stammte aus dem Adelsgeschlecht Lützelburg. Lützelburg ging in Augsburg und Memmingen zur Schule und danach in die Apothekerlehre mit Stationen in Ottobeuren, Reichshofen im Elsass, Basel, Köln und Murnau. Ab 1904 studierte er an der Universität München mit dem Abschluss 1906. Er wurde 1907 Assistent am Institut für Pflanzenphysiologie der Universität München, wo er 1909 promoviert wurde. Die Dissertation war über Wasserschläuche. 1910 reiste er im Auftrag der Bayerischen Akademie der Wissenschaften nach Brasilien und sammelte Pflanzen in der Gegend von Rio de Janeiro. Er beschloss in Brasilien zu bleiben und wurde 1912 Professor für Botanik an der Landwirtschaftsschule in São Bento in Bahia. Er arbeitete auch als Inspektor für die brasilianische Regierung im Kampf gegen Dürre und als Apotheker. Im Ersten Weltkrieg wurde er aus seinen brasilianischen Ämtern entlassen und wollte er zurück nach Deutschland, die Überfahrt war ihm aber zu unsicher, ein Versuch, als Heizer auf einem norwegischen Dampfer anzuheuern, schlug fehl. Er schlug sich als Hauslehrer, Hilfslehrer an einer deutschen Schule und Mitarbeiter eines Chemikers durch, der deutsche Anilinfarben kopieren wollte. Brasilien erklärte als einziges südamerikanisches Land im Ersten Weltkrieg Deutschland den Krieg (1917), was seine Reisen im Land aber nicht behinderte. Zum Beispiel begleitete er 1916 den Geologen und Politiker Miguel Arrojado Ribeiro Lisboa in Südbrasilien auf Inspektion für Maßnahmen gegen die Dürre. Nach dem Krieg wurde er wieder als Inspektor eingestellt.
1922 besuchte er Deutschland und brachte eine umfangreiche botanische Sammlung (rund 28.000 Exemplare) mit einschließlich Moose, Farne, Meeresalgen, Baumhölzer und Früchte. Listen der von unterschiedlichen Taxonomen in Deutschland ausgewerteten Sammlung erschienen im Notizblatt des Königlich Botanischen Gartens und Museums in Berlin von Robert Pilger (Plantae Lützelburgianae brasilienses). Die Moose bestimmte Theodor Herzog und die Algen O. C. Schmidt. Lützelburg selbst befasste sich mit Pflanzengeographie besonders der Caatinga und veröffentlichte dazu Kartenbände (Mappas Botanicos do Nordeste do Brasil). Auf Einladung von Therese von Bayern hielt er Vorlesungen vor der Geographischen Gesellschaft in München. 1926 kehrte er nach Brasilien zurück. Er nahm 1928 an der Expedition von Cândido Rondon nach Nordostbrasilien teil an die Grenzen zu Kolumbien, Guyana und Venezuela einschließlich der Tafelberge von Roraima. Die Expedition sollte hauptsächlich die Grenzen kartieren, Lützelburg sammelte über 9000 Exemplare von Pflanzen, darunter einige neue Palmenarten. Die Angiospermen bestimmte Karl Suessenguth und die Süßgräser Robert Pilger. Nach dem Ende der Expedition 1930 organisierte er eine neue Expedition im Auftrag der Regierung von Britisch-Guayana. 1933 bis 1937 erkundete er im Auftrag der brasilianischen Regierung die Savannen von Ceará, was zu weiteren botanischen Sammlungen führte, die nach München geschickt wurden.
1936 heiratete er die Sprachlehrerin Maria (auch Marianne) Naessl, die er in Rio de Janeiro kennengelernt hatte. Da dieser das Klima in Brasilien auf Dauer nicht bekam (Lützelburg selbst war für seine robuste Gesundheit bekannt, er war auch scheinbar immun gegen Malaria) kehrte er 1938 nach Deutschland zurück. Zum 1. Juni 1938 trat er der NSDAP bei (Mitgliedsnummer 6.078.766). Seine Frau war eine Kusine von Heinrich Himmler, den er bei einem Deutschlandbesuch 1936 kontaktierte. Auf dessen Vermittlung wurde er Leiter der Abteilung Botanik beim SS-Ahnenerbe in Berlin. Diese Tätigkeit fügte seiner Reputation später schweren Schaden zu. Er wurde SS-Sturmbannführer und 1943 SS-Obersturmbannführer und Fachführer der Waffen-SS für Presse- und Kriegswirtschaft. 1944 erhielt er den Totenkopfring von Himmler.
Beim Ahnenerbe befasste er sich entsprechend seiner Ausbildung als Apotheker viel mit Pflanzengiften (u. a. Colchizin), aber auch mit Arzneipflanzen der Indianer in Südamerika und möglichen Heilmitteln (wachstumshemmende Chemotherapeutika) gegen Krebs aus Pflanzen. In diesem Zusammenhang war 1942 eine Expedition nach Paraguay geplant. Er hatte gelegentlich Kontakt zu dem für seine Menschenversuche in KZs berüchtigten SS-Arzt Sigmund Rascher. Weiter befasste er sich mit dem Einfluss von Mond und Erdmagnetfeld auf Pflanzen und potentiellen Nutzpflanzen für künftige deutsche Kolonien in den Tropen (damit und insbesondere der Züchtung ölführender Pflanzen bewarb er sich anscheinend auch für das Ahnenerbe). Außerdem bereitete er ein umfangreiches Manuskript über die Geschichte der botanischen Erforschung Brasiliens vor, wozu er auch nach Paris reiste. Das Manuskript von rund 1000 Seiten ging in den Kriegswirren am Ende des Zweiten Weltkriegs in Berlin verloren. Der Verlust traf ihn schwer. Zuletzt lebte er in der Heimat seiner Frau Marianne von Lützelburg (die 1954 starb) in Weilheim in Oberbayern.
Sein Werk über die Pflanzen Nordostbrasiliens galt als Standardwerk. Duplikate eines kleinen Teils seiner Sammlungen sind im Botanischen Garten in Rio de Janeiro, der Hauptteil aber in München.
Der brasilianische Botaniker Adolpho Ducke (1876–1959) kritisierte seine Arbeitsmethoden und Arbeiten 1945. Er warf ihm mangelnde Präparation, Pflege und Auszeichnung der Präparate vor, Falschbeschreibungen in seinen Arbeiten und war vor allem verärgert, dass er den größten Teil seiner Sammlung nach München verbrachte, wohin brasilianische Kustoden reisen mussten, um diese zu nutzen.

## Ehrungen
1930 erhielt er die Goldmedaille der Bayerischen Akademie der Wissenschaften. 1931 wurde er Sekretär der Deutsch-Brasilianischen Kulturaustauschvereinigung.
Die Pflanzengattung Luetzelburgia Harms aus der Familie der Hülsenfrüchtler (Fabaceae) ist nach ihm benannt; ebenso die Art Stephanocereus luetzelburgii.

## Schriften
- Estudo Botanico de Nordéste, Inspectoria Federal de Obras Contra as Seccas, Serie I-A, Nr. 57, Rio de Janeiro, 3 Bände, 1924
- Reisen in den Nordost-Staaten Brasiliens und ihren Kakteen-Gebieten, Zeitschrift für Sukkulentenkunde, Band 7, 1923, S. 59–63